# Abarema curvicarpa
Abarema curvicarpa là một loài thực vật có hoa trong họ Đậu. Loài này được (H.S.Irwin) Barneby & J.W.Grime miêu tả khoa học đầu tiên. Loài này được tìm thấy ở Brasil, Guyane thuộc Pháp, Guyana và Suriname